# مجلس سفلا

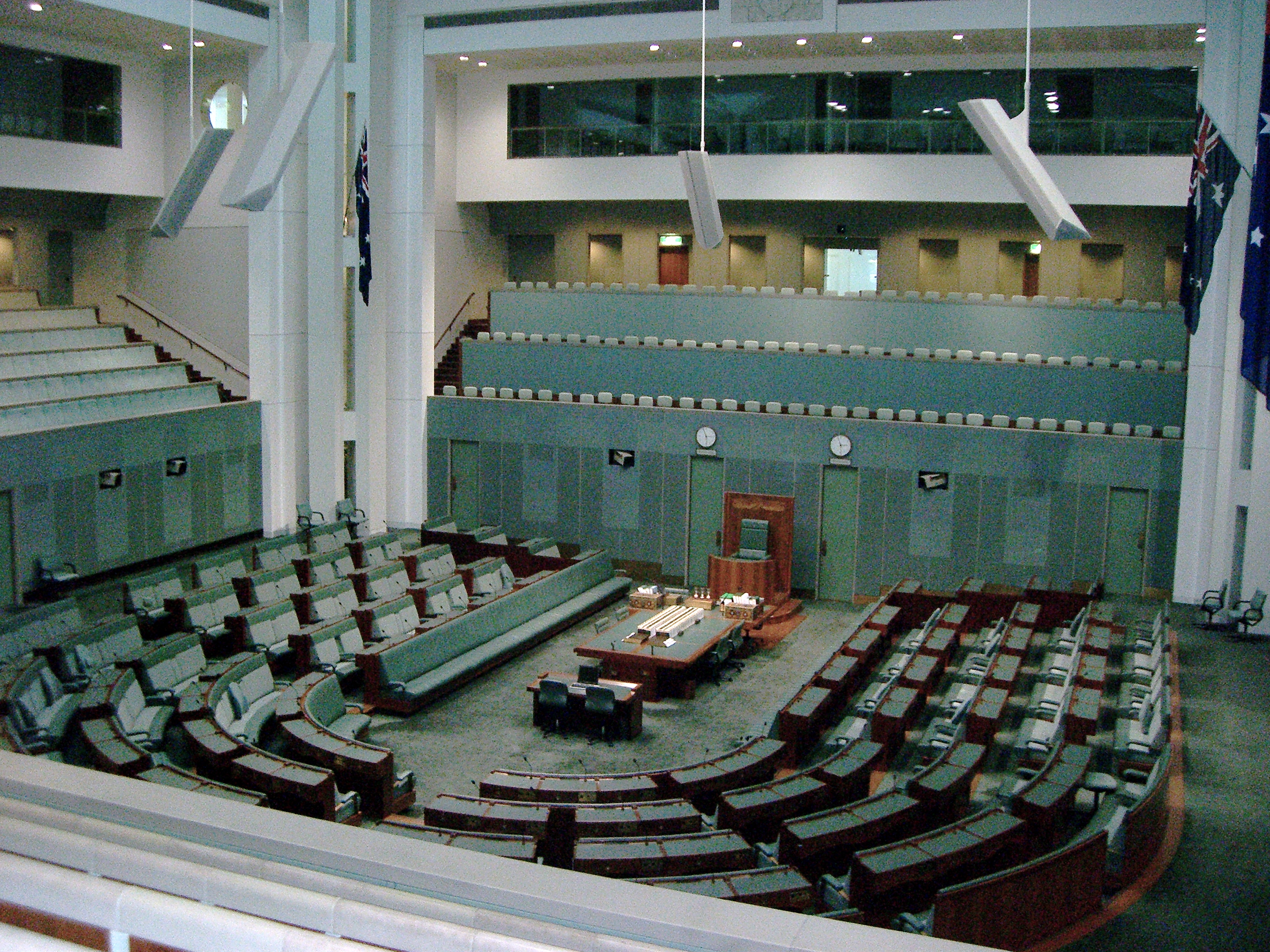
مجلس نمایندگان استرالیا

مجلس سُفلا (به انگلیسی: Lower house) یا نشست‌گاه زیرین یکی از دو مجلس قانون‌گذاری در قوّهٔ مقنّنهٔ نظام‌های سیاسی است که از نظام دومجلسی تبعیت می‌کند؛ مجلس دیگر، مجلس عُلیا نام دارد. از نمونه‌های موجود مجلس سفلا می‌توان به مجلس عوام بریتانیا و وُلِسی جِرگه‌‌ی افغانستان اشاره کرد.

## نام‌ها
در زبان فارسی، نام‌های مختلفی به مجلس‌های از نوع پایین‌دستی، با توجّه به کشورهای گوناگون تخصیص داده شده‌است. از جمله:
- مجلس نمایندگان
- شورای ملی
- مجلس شورا
- مجلس قانون‌گذاری
- مجلس عوام